# Playa Larga
Der Playa Larga (spanisch für Langer Strand) ist ein sandiger Strand am Ufer der Porlier Bay der Livingston-Insel im Archipel der Südlichen Shetlandinseln. Er liegt unmittelbar südlich des Punta Del Medio und erstreckt sich bis zum Punta Yuseff auf der Ostseite des Kap Shirreff am nördlichen Ausläufer der Johannes-Paul-II.-Halbinsel.
Chilenische Wissenschaftler der 20. Chilenischen Antarktisexpedition (1965–1966) benannten ihn deskriptiv.